# Alexandra Spolén
Alexandra Anna Louise Spolén, född 26 september 1863 i Lunds stadsförsamling, Lund, död 7 januari 1935 i Bromma, Stockholm var en svensk målare.
Hon var dotter till kyrkoherden Johannes Olsson Spolén och Anna Katharina Lihn och från 1888 gift med notarien John Rosencrantz samt syster till Ernst Spolén. Spolén var verksam som akvarellmålare och medverkade i Liljevalchs salonger på 1920-talet. Hennes konst består huvudsakligen av landskapsmotiv.